# Rubirizi (district)
Rubirizi is een district in het westen van Oeganda. Hoofdstad van het district is de stad Rubirizi. Het district telde in 2014 129.149 inwoners en in 2020 naar schatting 144.100 inwoners op een oppervlakte van 985 km². De bevolking bestaat uit Nyaruguru, Nyankole, Kiga, Ganda, Toro en Konzo.
Het district werd gevormd in 2010 na opdeling van het district Bushenyi. Het district is onderverdeeld in 2 county's (Bunyaruguru en Katerera), 9 sub-county's (Rutoto, Ryeru, Magambo, Kichwamba, Katunguru, Kirugu, Katerera, Katanda en Kyabakara), 2 town councils (Rubirizi en Katerera), 53 gemeenten (parishes) en telt 294 dorpen.
Het district ligt in de westelijke arm van de Riftvallei en bestaat voor een groot deel uit wouden (Karinzu, Imaramagambo en Kasyoha-Kitomi Central Forest Reserve) met een totale oppervlakte van 784 km². In het noorden van het district bestaat het landschap uit savanne en moerassen. Het Nationaal park Queen Elizabeth ligt deels in het district. Het district telt tientallen kratermeren en grenst aan het Georgemeer en het Edwardmeer.